# 空港保安防災教育訓練センター
空港保安防災教育訓練センター（くうこうほあんぼうさいきょういくくんれんセンター）は、長崎空港（長崎県大村市箕島町）にある国土交通省航空局安全部空港安全・保安対策課に所属する訓練施設である。

## 概要
地方管理空港及び会社管理空港における空港消防職員の訓練への受入れを開始し，実機大の航空機モックアップを使用しての実火災消火訓練を実施し，空港消防職員の消防技術及び救急医療等の技量向上に努めている。